# Bob Garretson
Bob Garretson, född 8 april 1933 i Sunnyvale, Kalifornien, död 13 april 2025, var en amerikansk racerförare.
Garretson körde sportvagnsracing med en Porsche 935 i sitt eget stall Garretson Developments. Han vann Sebring 12-timmars 1978 och Daytona 24-timmars 1981. Samma år vann han den nyinstiftade förartiteln i sportvagns-VM. Strax efteråt drog han sig tillbaka från motorsporten.